# Carona TI
| TI ist das Kürzel für den Kanton Tessin in der Schweiz. Es wird verwendet, um Verwechslungen mit anderen Einträgen des Namens Carona zu vermeiden. |

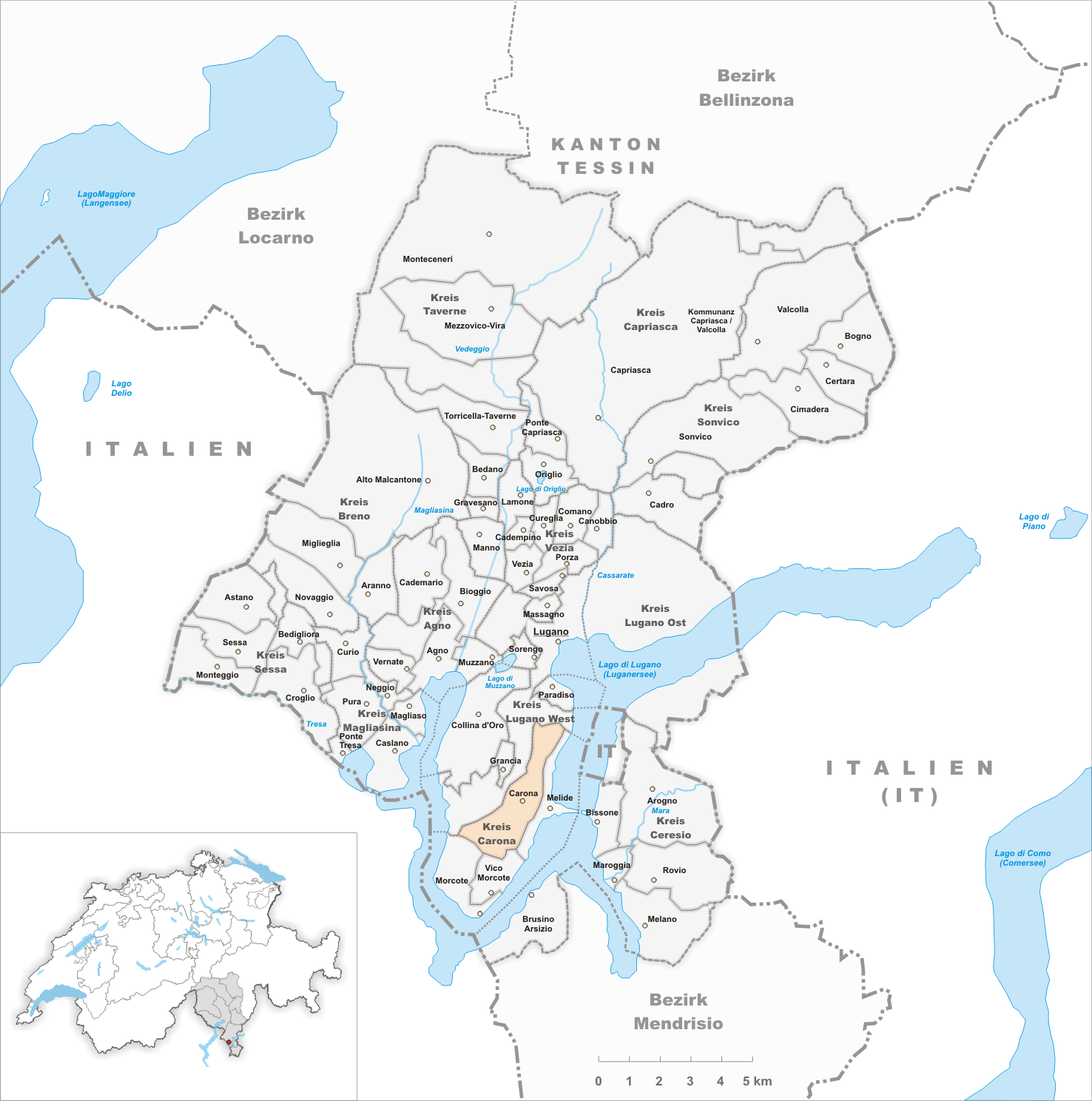
Gemeindestand vor der Fusion am 13. April 2013

Carona ist ein Quartier der Stadt Lugano im Schweizer Kanton Tessin. 

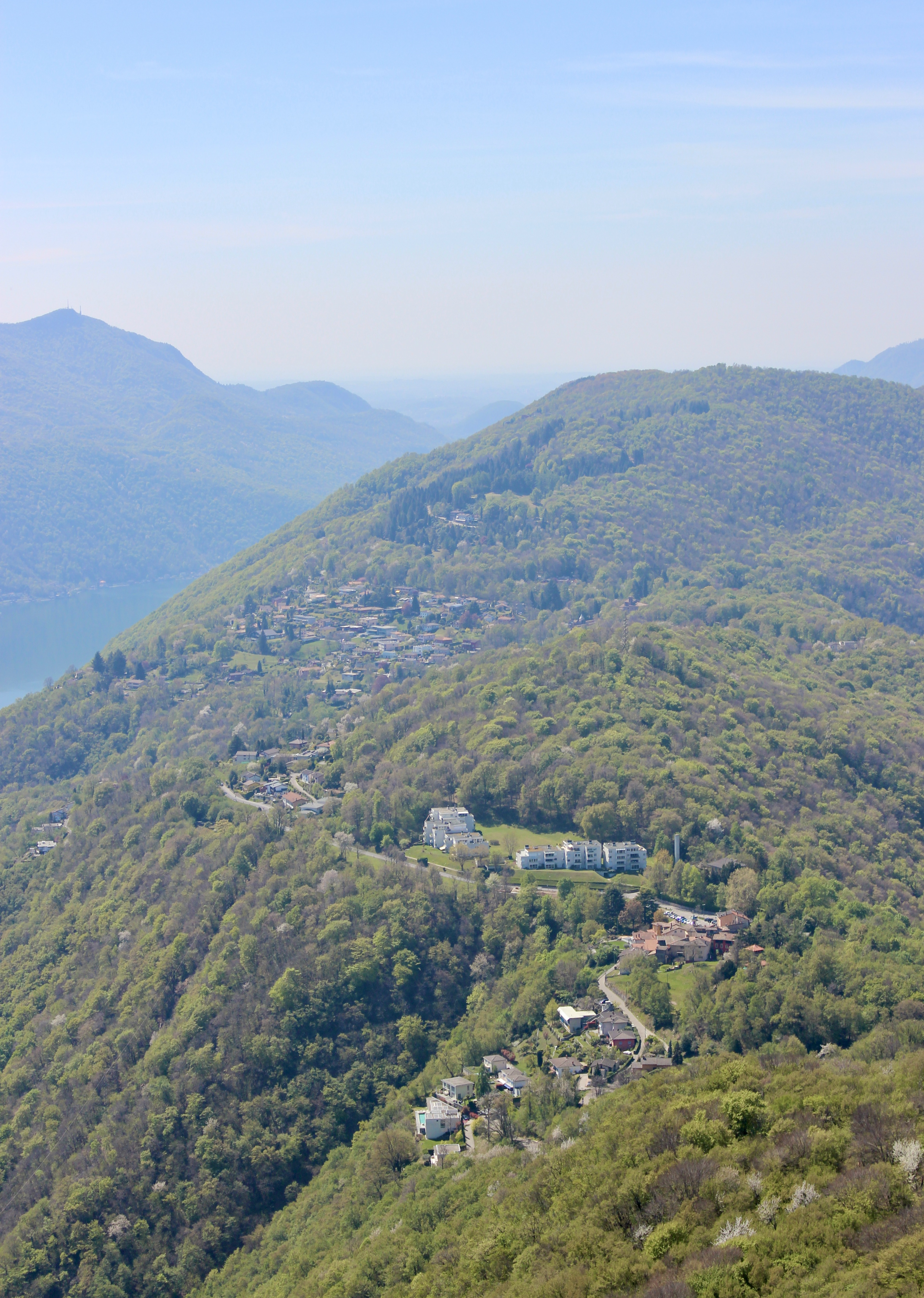
Carona (hinten) und Ciona (vorne)

## Geographie
Der Ort liegt auf einer etwa 400 Meter über dem Luganersee gelegenen Terrasse zwischen dem Monte San Salvatore und dem Monte Arbostora, sieben Kilometer südlich des Stadtzentrums von Lugano.

## Geschichte
Carona wird erstmals 926 als Calauna erwähnt, das Dorf Ciona erstmals 1213. Im Mittelalter bildeten die beiden Dörfer vermutlich eine Kastlanei des Bischofs von Como. Zu dessen Besitzungen gehörte jedenfalls ein 1217 von Bischof Guglielmo della Torre errichtetes Augustiner-Chorherrenstift.
Als Anerkennung für die Loyalität des Dorfes zur Familie Visconti erhielt Carona im Spätmittelalter ein eigenes Wappen. Als Terra separata besass es im Mittelalter und ab 1513 unter den Eidgenossen einen privilegierten Status, der unter anderem Steuerbefreiungen bedeutete. Die mittelalterlichen Statuten wurden 1470 erneuert.
Die Kirche der Madonna d’Ongero wurde ab 1624 westlich des Dorfs im Wald gebaut; zur gleichen Zeit entstand die Kirche von Santa Maria delle Grazie in Ciona. Die beiden Kirchen sowie die Häuser des Dorfes aus dem 17. und 18. Jahrhundert widerspiegeln den wachsenden Reichtum von Carona infolge der Auswanderung von Künstlern. Künstlerfamilien aus Carona wie die Aprile, Casella, Scala, Solari und Petrini waren überall in Europa während des 15. bis 18. Jahrhunderts tätig.
Die Landwirtschaft blieb bis zum Anfang des 19. Jahrhunderts bestimmend, als sich das nahe gelegene Lugano zu einer Touristendestination entwickelte. Der 1943 auf dem Hügel von San Grato eingerichtete Landwirtschaftsbetrieb wurde später in eine Feriensiedlung umgewandelt.
Bis zur Eingemeindung im Jahr 2013 bildete der Ort zusammen mit dem Ortsteil Ciona eine selbständige Gemeinde. Die ehemalige Gemeinde bildet seit dem 14. April 2013 ein Quartier von Lugano, das zum Kreis Lugano West gehört. Carona bildet aber nach wie vor eine eigenständige Bürgergemeinde.

## Bevölkerung
Einwohnerzahlen: Volkszählungsdaten; Historisches Lexikon der Schweiz (HLS), Website Stadt Lugano
Nach Jahrhunderten des Rückgangs hat sich die Bevölkerung in den 1970er- und 80er-Jahren verdoppelt, als neue Häuser ausserhalb der historischen Ortskerne gebaut wurden. 2000 sprachen 21 % der Bevölkerung Deutsch.

## Verkehr
Carona liegt an einer Nebenstrasse, die nach Vico Morcote im Südwesten und Carabbia im Norden führt. Die nächsten Autobahnanschlüsse der A2 sind Melide/Bissone sowie Lugano-Sud bei Noranco.
Die nächsten Haltestellen der Schweizerischen Bundesbahnen sind in Melide und Paradiso. Carona ist durch das Postauto mit der Innenstadt von Lugano verbunden. Der nächste Flughafen ist der rund 5 km nordwestlich gelegene Flughafen Lugano.

## Sehenswürdigkeiten
Das Dorfbild ist im Inventar der schützenswerten Ortsbilder der Schweiz (ISOS) als schützenswertes Ortsbild der Schweiz von nationaler Bedeutung eingestuft. Der historische Dorfkern ist nahezu intakt erhalten. Entlang der engen Gassen stehen teilweise herrschaftliche Häuser, deren Fassaden Sgraffito-, Fresken- und Stuckverzierungen aufweisen.
Kirchliche Bauten
- Die Pfarrkirche San Giorgio e Andrea ist ein eindrücklicher Bau der Spätrenaissance mit Stukkaturen und Fresken des 16. und 17. Jahrhunderts. Eine erste Erwähnung ist von 1425 überliefert; der ursprünglich romanische Bau wurde in der Folgezeit mehrfach umgestaltet. Im Innern finden sich eine von Domenico Pezzi aus Puria gemalte Kopie des Jüngsten Gerichts von Michelangelo und das Basrelief mit der Madonna zwischen den Heiligen Sebastian und Rochus des Bildhauers Tommaso Rodari.[11]
- Die Kirche Santa Marta ist eine im 16. Jahrhundert umgestaltete spätmittelalterliche Kirche. Im Innern sind gotische Fresken erhalten.[12]
- Die Kirche Santa Maria d’Ongero, ein Wallfahrtsort, ist ein Schmuckstück barocker Architektur und Ausstattung, das zwischen 1624 und vor 1646 anstelle einer Kapelle von 1515 erbaut wurde. Sie beherbergt interessante Stuckskulpturen von Alessandro und Giacomo Casella aus Carona, Fresken aus dem 16. bis 18. Jahrhundert und ein bemerkenswertes Frontale mit Marmorinkrustation.[13]
- Die Anlage Santa Maria Assunta di Torello ist ein spätromanischer Bau, der von 1217 bis 1349 als Augustinerchorherrenstift diente. Gegründet wurde das Stift von Bischof Guglielmo della Torre von Como, der auch in der Kirche begraben liegt. Im Innern Fresken aus der Renaissance (Mitte 16. Jahrhundert).[14][15]
- Die auf dem Gipfel des Monte San Salvatore liegende Kirche San Salvatore ist seit dem 13. Jahrhundert bezeugt und ist im Besitz einer Bruderschaft.[14]

Bürgerliche Bauten
- Die Loggia del Comune wurde 1591–1592 erbaut. Im Obergeschoss weist sie Illusionsmalerei, die Figur der Justitia sowie zwölf Kantonswappen auf.[16]
- Die Casa Solari stammt aus der zweiten Hälfte des 16. Jahrhunderts. Ihre Fassade ist mit Sgraffito-Dekorationen und illusionistischen Malereien geschmückt.[16]
- Die Casa Costanza aus dem dritten Viertel des 18. Jahrhunderts, ebenfalls mit illusionistischer Malerei versehen, beherbergt im Piano nobile einen Salon mit reichen Stukkaturen.[16]
- Die Casa Andreoli ist ein spätmittelalterlicher Bau mit jüngeren barocken Zugaben.[12]

Weiteres
- Das Museo San Salvatore auf dem gleichnamigen Berg wurde 1991 in den Räumen des einstigen Hospizes eingerichtet.[17]
- Oberhalb des Ortes liegt der botanische Garten Parco San Grato mit Rhododendren, Azaleen und Koniferen.[18]

## Bilder

Carona und Monte San Salvatore. Aufnahme von Werner Friedli, 1954
Pfarrkirche von Osten. Historisches Bild von Leo Wehrli (1944)
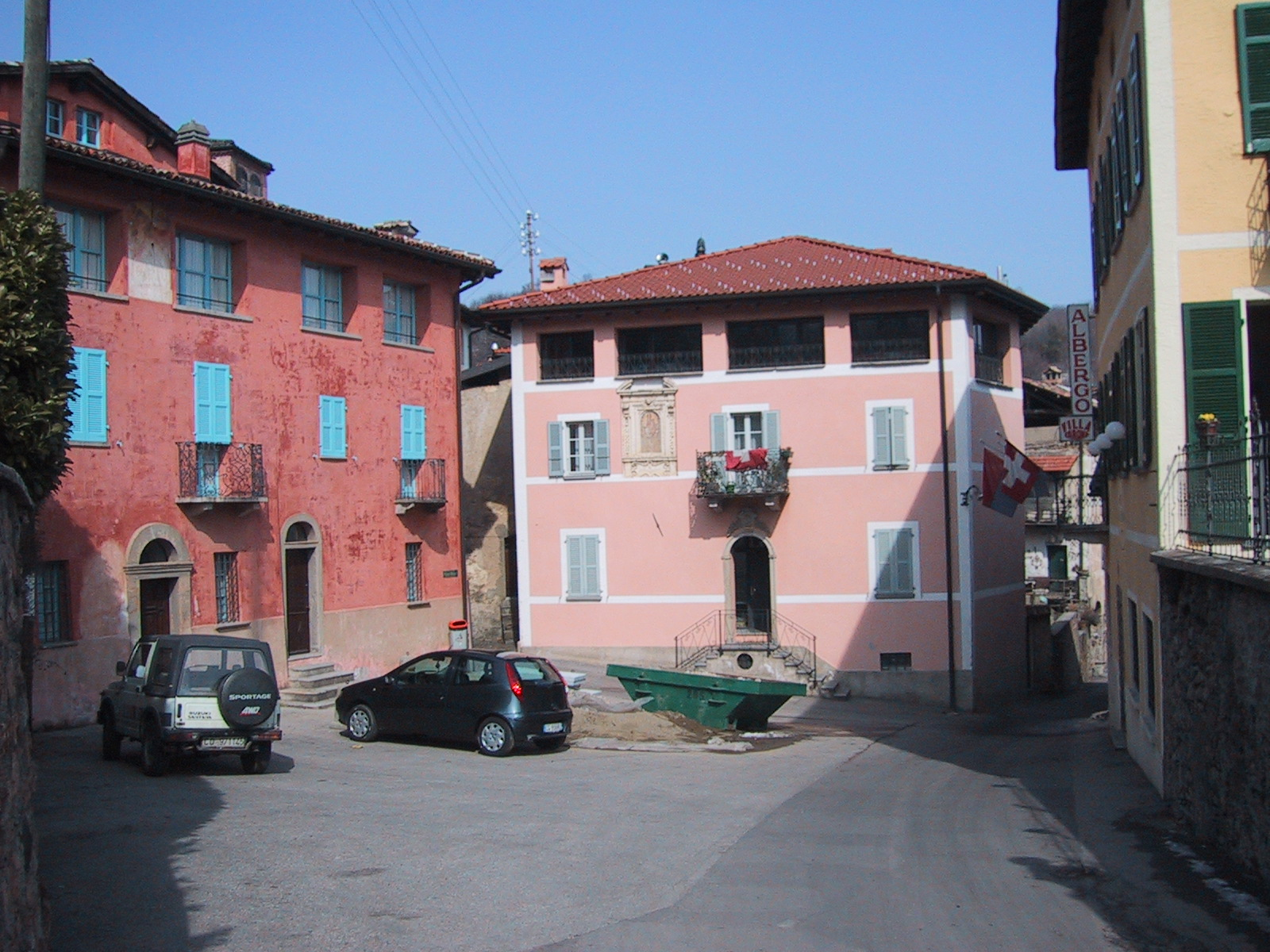
Platz nahe Südeingang des Dorfes
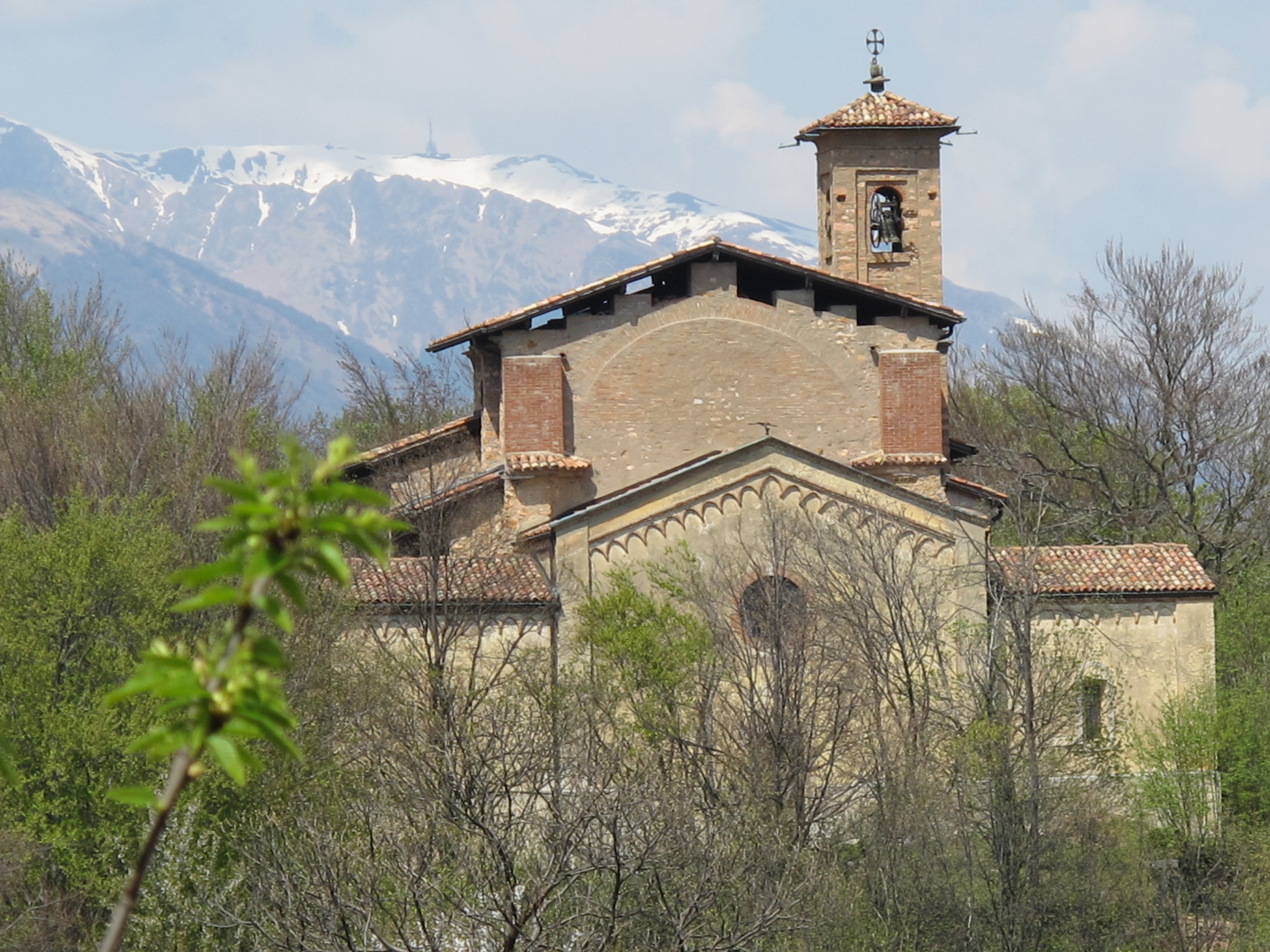
Kirche Santa Marta
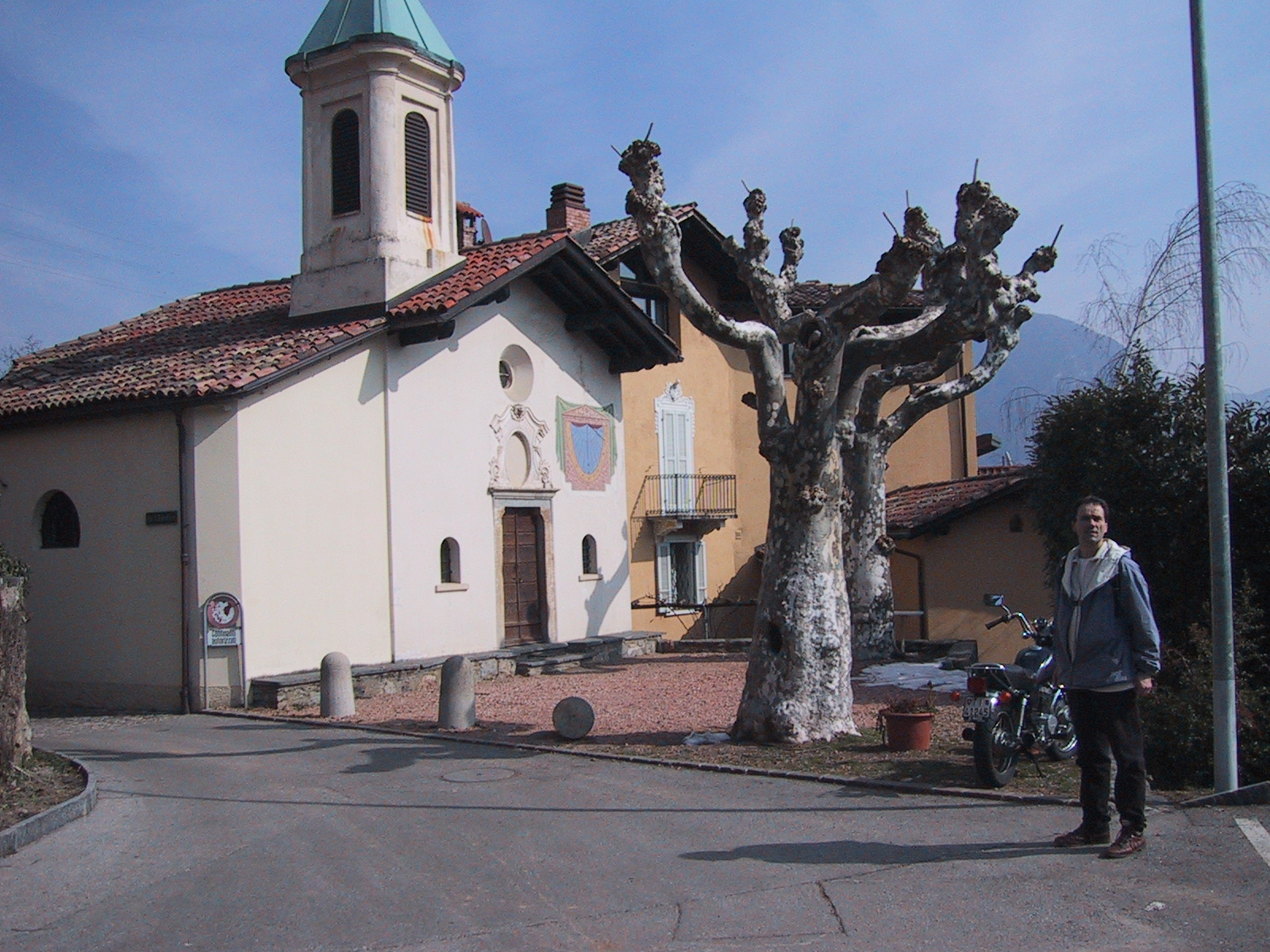
Oratorium Madonna delle Grazie in Ciona
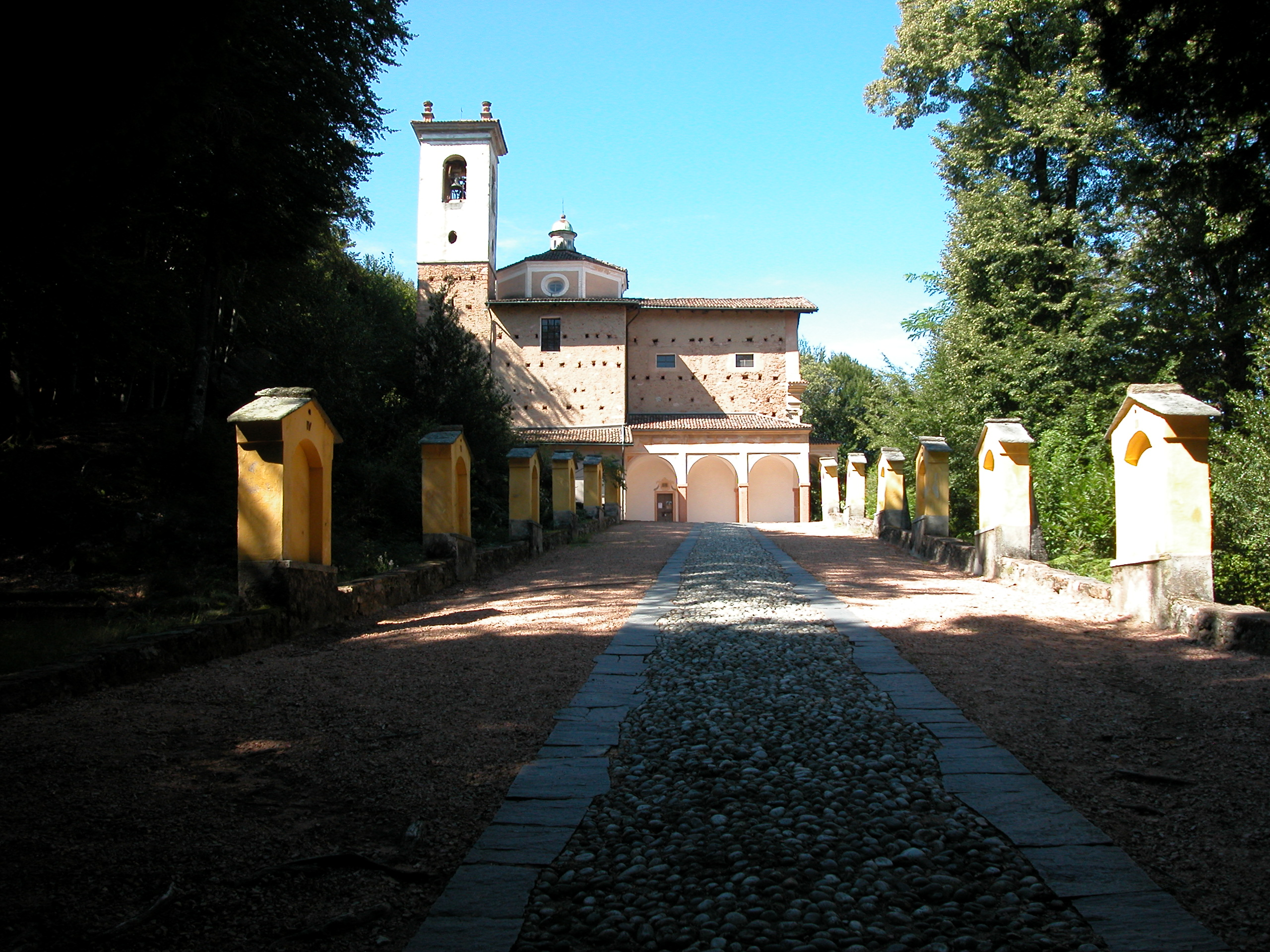
Kirche Madonna d’Ongero

## Kultur
- Associazione Culturale Galleria La Loggia[19]

## Sport
In Carona gibt es ein Schwimmbad und ein Sportzentrum.
- Associazione Sportiva Carona[20]

## Persönlichkeiten
In Carona lernte Hermann Hesse am 24. Juli 1919 seine zweite Frau kennen, die Sängerin Ruth Wenger. In seiner Erzählung Klingsors letzter Sommer spielt der Ort als «Kareno» eine zentrale Rolle.